# 利索布達

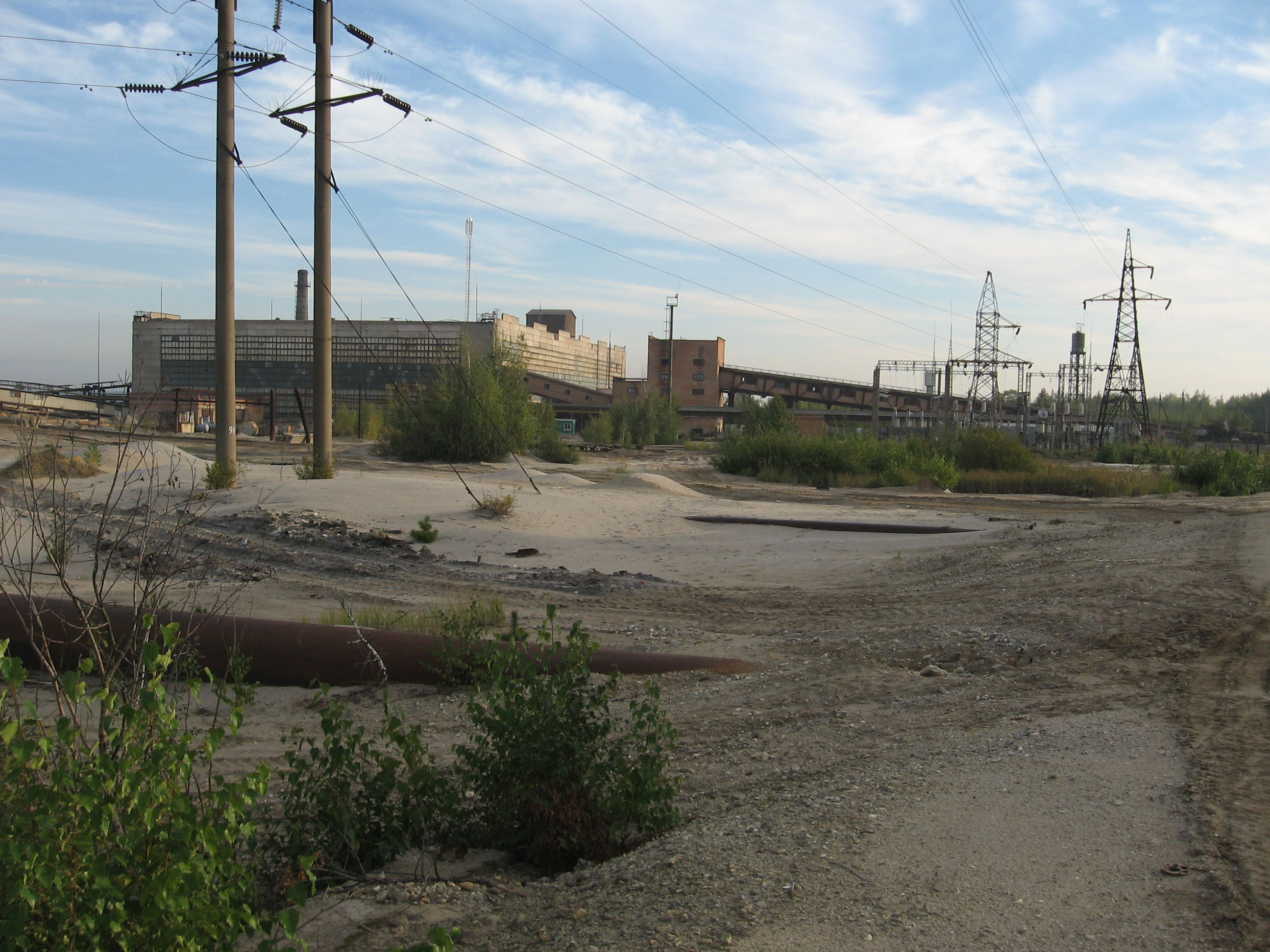

利索布達（烏克蘭語：Лісобуда），是烏克蘭的村落，位於該國北部日托米爾州，由科羅斯堅區負責管轄，始建於1890年，面積0.51平方公里，海拔高度201米，2001年人口82，人口密度每平方公里161.1人。
50°45′38″N 28°33′35″E / 50.76056°N 28.55972°E